# Acipenserinae
Gli Acipenserini (Acipenserinae) sono una delle due sottofamiglie in cui si suddividono gli Acipenseridi. Comprendono 19 specie suddivise in due generi. Vi appartengono i più grandi Pesci d'acqua dolce: il maggior esemplare che finora si conosca, uno storione ladano (Huso huso), raggiungeva la lunghezza di 8,5 m, pesava 13 q e, con ogni probabilità, aveva superato il secolo di vita. Questa sottofamiglia, i cui rappresentanti sono comparsi sulla Terra circa 200 milioni di anni fa, si compone di forme migratrici diffuse nell'emisfero settentrionale, che presentano numerose caratteristiche particolari.

## Descrizione
Il tronco è ricoperto da 5 serie longitudinali di scudi ossei (che nelle singole specie differiscono per forma, grandezza e numero), fra le quali, in alcune forme, sono incassati piccoli granuli anch'essi ossei; negli esemplari giovani, inoltre, gli scudi sono meno distanziati, maggiormente sviluppati e dotati di una tagliente carena che si prolunga in una spina. La bocca, delimitata da grosse labbra ricoperte di verruche, può essere estroflessa a mo' di proboscide; soltanto nei piccoli del genere Acipenser ancora in possesso del sacco vitellino è provvista di denti molto piccoli e deboli; sulla parte inferiore del muso, dinanzi alla bocca, sono impiantati quattro barbigli, diversi da specie a specie per forma e posizione. La pinna dorsale, quella anale e quelle ventrali sono notevolmente spostate all'indietro. Il corpo ha generalmente una colorazione verde-oliva, bruna o grigia sul dorso, biancastra al disotto degli scudi laterali.

## Tassonomia
- Sottofamiglia Acipenserinae
  - Genere Acipenser
    - Acipenser baerii - storione siberiano
    - Acipenser brevirostrum - storione dal rostro breve
    - Acipenser dabryanus - storione dello Yangtze
    - Acipenser fulvescens - storione rosso
    - Acipenser gueldenstaedtii - storione russo
    - Acipenser medirostris - storione verde
    - Acipenser mikadoi - storione di Sakhalin
    - Acipenser naccarii - storione di Naccari
    - Acipenser nudiventris - storione dal ventre nudo
    - Acipenser oxyrinchus - storione del Golfo
    - Acipenser persicus - storione persiano
    - Acipenser ruthenus - sterleto
    - Acipenser schrenckii - storione dell'Amur
    - Acipenser sinensis - storione cinese
    - Acipenser stellatus - storione stellato
    - Acipenser sturio - storione comune
    - Acipenser transmontanus - storione bianco

  - Genere Huso
    - Huso dauricus - kaluga
    - Huso huso - storione ladano